# Nagy Ádám (labdarúgó)
Nagy Ádám (Budapest, 1995. június 17. –) magyar válogatott labdarúgó, posztját tekintve középpályás, a Spezia középpályása.

## Pályafutása

### Klubcsapatokban

#### Fiatalkora
Nagy Ádám a Goldballnál kezdte el a labdarúgó pályafutását, majd a Vasas SC pasaréti akadémiáján pallérozódott. Ezt követően úgy döntött, nem szeretné folytatni a labdarúgást, de sikerült őt meggyőzni a folytatásról. Így Kelenföldre, majd a Tabáni Spartacusba, Gellérthegyre került. Itt alacsonyabb osztályú korosztályos bajnokságokban játszott. 2008-ban az Aramis Sport Egyesület színeiben futsalozni kezdett. A fordulatot az jelentette, amikor 16 évesen a Bobby Davison által fémjelzett La Manga-i edzőközpont edzéseit látogathatta Spanyolországban. A Ferencváros korábbi edzője kollégáival egy tehetséggondozási programot indítottak el 2010-ben, az oktatásban többek között Mark Hughes és Ian Wright is részt vettek, a program pedig idővel kibővítette határait Magyarország, Angola, Wales, Anglia, Kongó területére is. Nagy Ádám Portugáliába költözött, ám az iskola 2013-ban megszűnt. 2013-ban szerződtette őt a Ferencváros, ekkor volt 18 éves.

#### Ferencváros
A 2013-2014-es idényben a tartalékcsapatban szerepelt a harmadosztályban. 2013. augusztus 24-én, a Felsőtárkány elleni 0-2-es hazai vereség alkalmával lépett pályára először. 2015. augusztus 30-án elérte első gólját is az Ebes elleni 7-0-s győzelem alkalmával. A Ferencváros első csapatában tétmérkőzésen 2015. május 12-én lépett először pályára, a Honvéd elleni 3–0-s hazai győztes Ligakupa találkozón. Négy nap múlva a 2014–15-ös szezon 28. fordulójában a Paksi FC ellen a félidőben váltotta Ugrai Rolandot, így bemutatkozott az élvonalban is. Több bajnoki meccse a szezonban nem volt, ám nagy meglepetésre a kezdőcsapatban kapott helyet Thomas Dolltól a Videoton elleni kupadöntőn. 70 perc játéklehetőséget kapott, amit jó teljesítménnyel hálált meg. Csapata 4-0-s győzelmet aratott, így Nagy 19 évesen kupagyőztesnek vallhatta magát.
A 2015–16-os szezon első tétmeccsén, a Szuperkupán szintén kezdő volt. Bár a bajnokság első fordulójában még a cserepadon ült, és következő meccsen is csak csereként állt be, a következő 17 meccsen már megkérdőjelezhetetlen helye volt a kezdőcsapatban, és az őszi szezon egyik legjobbja volt. Tavasszal csapatával bajnoki címet ért el, bár sérülése miatt kevesebb alkalommal lépett pályára, teljesítményének köszönhetően bemutatkozhatott a válogatottban is, valamint 2016-ban az MLSZ Rangadó Díjátadó gálán "Az év NB I-es felfedezettje" díjban részesült.
Nagy szerepel a 2016-os Európa-bajnokság legjobb 10 fiatal tehetségét felsoroló listán a Sports Illustrated összeállításában olyan labdarúgók mellett, mint Kingsley Coman, Julian Draxler és Raphaël Guerreiro.
Az Európa-bajnokságon Nagy több európai élcsapat figyelmét is felkeltette, így érdeklődött iránta a Benfica, az Olympique de Marseille és az angol bajnok Leicester City is.

#### Bologna
2016. július 14-én öt évre az olasz élvonalbeli Bolognához szerződött, Détári Lajos egykori klubjához. A szezon előtti felkészülési időszakban a Tyerek Groznij ellen először lépett pályára új csapata színeiben, és rögtön a kezdőcsapatban kapott helyet, ráadásul a csapatból egyedüliként végigjátszotta a találkozót. Ezt követően több felkészülési mérkőzésen is pályára lépett. Augusztus 12-én az olasz kupában debütált tétmérkőzésen, a Trapani ellen léphetett pályára kezdőként, és végig is játszotta a kupameccset. Augusztus 21-én bal oldali támadó középpályást játszott az újonc Crotone ellen, 77. percig volt pályán, akkor Dzemaili váltotta. Az 1-0-ra megnyert mérkőzés volt Ádám első bajnoki találkozója. Az Il Messaggero című lap, illetve annak focimelléklete összeválogatta a Serie A első fordulóját követően azt a 11 játékost, akiknek a legjobban sikerült a bemutatkozásuk az olasz elitligában. Az álomcsapatban Ádám is helyet kapott. Szeptember 17-én az SSC Napoli ellen az 56. percben egy szépségdíjas góllal egyenlített a Bologna, Nagy Ádám passza után Verdi lőtt látványos gólt, ezzel 1-1 volt az állás. Ez volt az első gólpassza, bár csapata 3-1-re kikapott. Hamar az egyik meghatározó játékosa lett csapatának. A szurkolók decemberben a hónap játékosának választották. 2017. január 22-én a Torino FC elleni 2-0-ra megnyert bajnoki után a mérkőzés legjobb játékosának választották. Április elején combsérülést szenvedett, ezért az idény hátralevő részét ki kellett hagynia, csak az utolsó fordulóban,a bajnok Juventus elleni mérkőzésen állt be az utolsó öt percre.
Július 16-án a San Marinó-i Virtus Acquaviva ellen 17–0-ra megnyert barátságos mérkőzésen a 42. percben gólt szerzett.
A 2017–2018-as szezon nem indult jól a számára, bár az első tétmérkőzésen augusztus 12-én a kupa első fordulójában kezdőként 76 percet játszott a másodosztályú Cittadella elleni  0–3-as vereség alkalmával, a bajnokság első fordulóiban egyáltalán nem számított játékára Roberto Donadoni vezetőedző. Később Nagy is úgy nyilatkozott, hogy ez pályafutása legnehezebb időszaka, miközben Donadoni dicsérte az edzéseken példásan dolgozó magyar középpályást.
Első alkalommal a 10. fordulóban kapott játéklehetőséget, a Lazio ellen cserként állt be a 42. percben, majd ő adta a csapata gólja előtti passzt, a Corriere dello Sport pedig őt választotta a mérkőzés legjobbjának. A következő fordulóban az AS Roma ellen már a kezdőcsapatban kapott helyet. A következő négy bajnokin csak a kispadon kapott helyet, játéklehetőséget azonban nem kapott. A 16. fordulóban a AC Milan ellen azonban kezdőként számított rá Donadoni, csapata azonban 2-1-es vereséget szenvedett. December közepén felvetődött, hogy kölcsönben a másodosztályú Bresciához kerül, de ezt klubja és a játékos menedzsere is cáfolta. Ezt követően év végéig még két találkozón, a Chievo és az Udinese elleni bajnokin kapott lehetőséget, mindkét alkalommal kezdőként. Április 15-én, a Hellas Verona elleni bajnokin csereként beállva megszerezte első gólját a csapatban, ami egyben profi pályafutásának első gólja is volt. A Bologna 2-0-ra győzött.
A következő idény első fordulójában kiállították a SPAL elleni 1–0-s vereség alkalmával. Eltiltásának letöltése után az időközben szintén hosszabb eltiltás miatt kieső Erick Pulgar helyén a kezdőcsapatban kapott helyet az AS Roma és a Juventus elleni bajnokikon. Nagy mindkét mérkőzést végigjátszotta, a Bologna a Rómát 2–0-ra győzte le, a torinói csapattól pedig ugyanilyen arányban szenvedett vereséget. A bajnokság hetedik fordulójában az Udinese Calcio ellen 2–1-re megnyert találkozót ugyancsak végigjátszotta. Nagy a szezon első felében alapembernek számított Filippo Inzaghinál, azonban annak menesztését követően az új vezetőedzőtől, Siniša Mihajlovićtól nem kapott játéklehetőséget. A bajnokság 30. fordulójában három hónapot követően került be a kezdőcsapatba, az Atalanta ellen 4–1-re elvesztett találkozót végigjátszotta.

#### Bristol City
2019. augusztus 8-án 2,5 millió euróért cserébe három plusz egy évre aláírt az angol másodosztályú Bristol City csapatához. Két nappal később a bajnokság 2. fordulójában végigjátszotta a Birmingham City elleni 1–1-es mérkőzést. A találkozót követően edzője, Lee Johnson nyilatkozatában méltatta teljesítményét.
„Külön örültem annak, hogy több játékosunk is látványosan kiemelkedett a mezőnyből. Külön kiemelném Nagy Ádámot, aki egyszerűen fantasztikusan futballozott. Egy pillanatra sem állt meg, folyamatosan küzdött a labdáért, nagyszerűen látott a pályán, okosan és egyszerűen építette a támadásokat!”
Augusztus 13-án a Ligakupában a Queens Park Rangers elleni 3–3-as döntetlent követően büntetőkkel esett ki a Bristol, Nagy csereként állt be a 72. percben. Augusztus 17-én, a QPR ellen 2–0-ra megnyert bajnokin megszerezte első gólját is a Bristolban, majd a félidőben sérülés miatt lecserélték. Sérülése súlyosabb volt a vártnál, többhetes kihagyásra kényszerült. Október 22-én Lee Johnson úgy nyilatkozott, Nagy felépülését hátráltatja, hogy bokájában születése óta egy extra csont található, valamint a Magyarország–Szlovákia Európa-bajnoki selejtezőn sérülten is pályára lépett. A Bristol edzője ekkor úgy fogalmazott, hogy a középpályás további tíz napot még biztosan ki kell hogy hagyjon. November 8-án állt újra edzésbe. Két nap múlva, a Cardiff City ellen idegenben elért 1–0-s győzelem alkalmával csaknem három hónapnyi kihagyást követően tért vissza a pályára. A november 23-án rendezett 17. fordulóban végigjátszotta a Nottingham Forrest elleni 0–0-s hazai bajnokit, és az ellene elkövetett durva szabálytalanság után állították ki az ellenfél játékosát, Ryan Yatest. November 7-én gólpasszt adott a Fulham  ellen idegenben 2–1-re megnyert bajnoki mérkőzésen. A Bristol a 12. helyen zárta a bajnokságot, Nagy 23 alkalommal lépett pályára a Championshipben és egy gólt szerzett.
A 2020–2021-es szezon elején a Ligakupa első két fordulójában kapott játéklehetőséget, a bajnokságban a 10. fordulóban lépett pályára először, a Huddersfield Town ellen idegenben 2–1-re megnyert mérkőzésen, majd a következő fordulóban ugyancsak végigjátszotta a Cardiff ellen idegenben 1–0-ra megnyert bajnokit. Idénybeli hatodik bajnokiján, a QPR ellen idegenben 2–1-re megnyert találkozón szerezte első gólját a szezonban. A bajnokság 31. fordulójában egyik csapattársa fejbe rúgta labdával. aminek következtében agyrázkódást szenvedett és két fordulót ki kellett hagynia. A Wycombe elleni 43. fordulóban lejátszott bajnokin gólpasszt adott, a Bristol 2–1-re győzött. Az ezt követő fordulóban a Luton Town ellen gólt lőtt és gólpasszt jegyzett, csapata azonban így is kikapott 3–2-re. A szezon során 31 bajnoki mérkőzésen két gólt szerzett. A következő szezon előtt bejelentette távozási szándékát a klubtól.

#### AC Pisa
2021. augusztus 27-én az olasz másodosztályban szereplő AC Pisa bejelentette Nagy szerződtetését. A magyar válogatott középpályása 2025 nyaráig szóló szerződést írt alá új csapatához. Szeptember 11-én, a Ternana ellen idegenben 4–1-re megnyert bajnokin mutatkozott be a csapatban, csereként a 86 percben beállva. Szeptember 21-én a kezdőcsapat tagjaként végigjátszotta a Monza ellen 2–1-re megnyert bajnokit, csapata pedig átvette a vezetést a bajnoki tabellán.

### A válogatottban
Nagy tagja volt a 2015-ös U20-as világbajnokságon nyolcaddöntős magyar válogatottnak. 2015. szeptember 7-én Észak-Írország ellen debütálhatott a nemzeti csapatban, Elek Ákos sérülése miatt már a mérkőzés 22. percében. Feröer ellen már kezdőként lépett pályára, és végig is játszotta a találkozót. A Norvégia elleni pótselejtező első meccsén csereként léphetett pályára (1–0), majd a hazai mérkőzésen már kezdőként játszott (2–1). A kettős győzelemnek köszönhetően Magyarország 1986 után először jutott ki egy nemzetközi tornára. Nagy Ádám május 5-én meghívást kapott a magyar válogatott 2016-os Európa-bajnokságra készülő, bő, 30 fős keretébe. Az utazó keretben is helyet kapott és végigjátszotta az osztrákok és izlandiak elleni csoportmeccset, illetve a belgák elleni nyolcaddöntőt.
2018. november 18-án a finn válogatott elleni Nemzetek Ligája-találkozón megszerezte első válogatott gólját, kialakítva a 2–0-s végeredményt.
2021. június 1-jén Marco Rossi szövetségi kapitány nevezte őt a magyar válogatott Európa-bajnokságra készülő 26 fős keretébe. A portugálok elleni, 3–0-ra elveszített első csoportmérkőzésen 12 kilométert futott, ezzel e tekintetben az egész EB-mezőny második legjobbja volt az első körben, csak Alekszandr Golovin produkált nála jobb teljesítményt. A franciák ellen 1–1-re végződő második csoportmérkőzésen 50. alkalommal lépett pályára a magyar válogatottban. A kontinenstornán a magyar válogatott mindhárom csoportmérkőzésén pályára lépett.

## Sikerei, díjai

### Klubcsapatokkal
Ferencváros
- Magyar bajnok: 2016[74]
- Magyar Ligakupa-győztes: 2015[75]
- Magyar Kupa-győztes: 2015,[76] 2016[77]
- Magyar első osztály, ezüstérmes: 2015
- Magyar Szuperkupa-győztes: 2015, 2016[78]

### U20-as válogatottal
Magyarország U20
- U20-as labdarúgó-világbajnokság – nyolcaddöntős: 2015

### A válogatottal
Magyarország
- Európa-bajnokság – nyolcaddöntős: 2016

### Egyéni
- MLSZ Rangadó Díj: Az év NB I-es felfedezettje: 2016
- Nemzeti Sport Az év csapata: 2015–16
- Magyar Aranylabda: 2016

## Statisztika

### Klubcsapatokban
2025. augusztus 18-án frissítve.
| Klub                | Szezon         | Bajnokság | Bajnokság | Kupa  | Kupa  | Ligakupa | Ligakupa | Nemzetközi | Nemzetközi | Egyéb | Egyéb | Összesen | Összesen |
| Klub                | Szezon         | Mérk.     | Gólok     | Mérk. | Gólok | Mérk.    | Gólok    | Mérk.      | Gólok      | Mérk. | Gólok | Mérk.    | Gólok    |
| ------------------- | -------------- | --------- | --------- | ----- | ----- | -------- | -------- | ---------- | ---------- | ----- | ----- | -------- | -------- |
| Ferencváros II      | 2013–14        | 26        | 1         | —     | —     | —        | —        | —          | —          | —     | —     | 26       | 1        |
| Ferencváros II      | Összesen       | 26        | 1         | —     | —     | —        | —        | —          | —          | —     | —     | 26       | 1        |
| Ferencváros         | 2014–15        | 1         | 0         | 1     | 0     | 5        | 0        | —          | —          | —     | —     | 7        | 0        |
| Ferencváros         | 2015–16        | 25        | 0         | 4     | 0     | —        | —        | —          | —          | 1     | 0     | 30       | 0        |
| Ferencváros         | Összesen       | 26        | 0         | 5     | 0     | 5        | 0        | —          | —          | 1     | 0     | 37       | 0        |
| Bologna             | 2016–17        | 25        | 0         | 3     | 0     | —        | —        | —          | —          | —     | —     | 28       | 0        |
| Bologna             | 2017–18        | 12        | 1         | 1     | 0     | —        | —        | —          | —          | —     | —     | 13       | 1        |
| Bologna             | 2018–19        | 14        | 0         | 2     | 0     | —        | —        | —          | —          | —     | —     | 16       | 0        |
| Bologna             | Összesen       | 51        | 1         | 6     | 0     | —        | —        | —          | —          | —     | —     | 57       | 1        |
| Bristol City        | 2019–20        | 23        | 1         | 2     | 0     | 1        | 0        | —          | —          | —     | —     | 26       | 1        |
| Bristol City        | 2020–21        | 31        | 2         | 2     | 0     | 2        | 0        | —          | —          | —     | —     | 35       | 2        |
| Bristol City        | Összesen       | 54        | 3         | 4     | 0     | 3        | 0        | —          | —          | —     | —     | 61       | 3        |
| Pisa                | 2021–22        | 38        | 0         | —     | —     | —        | —        | —          | —          | —     | —     | 38       | 0        |
| Pisa                | 2022–23        | 34        | 0         | 1     | 0     | —        | —        | —          | —          | —     | —     | 35       | 0        |
| Pisa                | 2023–24        | 11        | 0         | 1     | 0     | —        | —        | —          | —          | —     | —     | 12       | 0        |
| Pisa                | Összesen       | 83        | 0         | 2     | 0     | —        | —        | —          | —          | —     | —     | 85       | 0        |
| Spezia (kölcsönben) | 2023–24        | 16        | 0         | —     | —     | —        | —        | —          | —          | —     | —     | 16       | 0        |
| Spezia              | 2024–25        | 34        | 0         | 1     | 0     | —        | —        | —          | —          | —     | —     | 35       | 0        |
| Spezia              | 2025–26        | 0         | 0         | 1     | 0     | —        | —        | —          | —          | —     | —     | 1        | 0        |
| Spezia              | Összesen       | 50        | 0         | 2     | 0     | —        | —        | —          | —          | —     | —     | 52       | 0        |
| Karrier összes      | Karrier összes | 290       | 5         | 19    | 0     | 8        | 0        | —          | —          | 1     | 0     | 318      | 5        |

### A válogatottban
| Magyarország | Magyarország | Magyarország |
| Év           | Mérk.        | Gólok        |
| ------------ | ------------ | ------------ |
| 2015         | 5            | 0            |
| 2016         | 10           | 0            |
| 2017         | 8            | 0            |
| 2018         | 6            | 1            |
| 2019         | 7            | 0            |
| 2020         | 8            | 0            |
| 2021         | 13           | 0            |
| 2022         | 10           | 0            |
| 2023         | 10           | 1            |
| 2024         | 11           | 0            |
| Összesen     | 88           | 2            |

### Mérkőzései a válogatottban
| Magyarország | Magyarország         | Magyarország                              | Magyarország        | Magyarország | Magyarország     | Magyarország    | Magyarország | Magyarország |
| #            | Dátum                | Helyszín                                  | Hazai               | Eredmény     | Vendég           | Kiírás          | Gólok        | Esemény      |
| ------------ | -------------------- | ----------------------------------------- | ------------------- | ------------ | ---------------- | --------------- | ------------ | ------------ |
| 1.           | 2015. szeptember 7.  | Belfast, Windsor Park                     | Észak-Írország      | 1 – 1        | Magyarország     | Eb-selejtező    | -            | 22'          |
| 2.           | 2015. október 8.     | Budapest, Groupama Aréna                  | Magyarország        | 2 – 1        | Feröer           | Eb-selejtező    | -            |              |
| 3.           | 2015. október 11.    | Pireusz, Karaiszkákisz Stadion            | Görögország         | 4 – 3        | Magyarország     | Eb-selejtező    | -            | 71'          |
| 4.           | 2015. november 12.   | Oslo, Ullevaal Stadion                    | Norvégia            | 0 – 1        | Magyarország     | Eb-selejtező    | -            | 72'          |
| 5.           | 2015. november 15.   | Budapest, Groupama Aréna                  | Magyarország        | 2 – 1        | Norvégia         | Eb-selejtező    | -            | 72'          |
| 6.           | 2016. március 26.    | Budapest, Groupama Aréna                  | Magyarország        | 1 – 1        | Horvátország     | barátságos      | -            | szünetben    |
| 7.           | 2016. május 20.      | Budapest, Groupama Aréna                  | Magyarország        | 0 – 0        | Elefántcsontpart | barátságos      | -            | 70'          |
| 8.           | 2016. június 4.      | Gelsenkirchen, Veltins-Arena              | Németország         | 2 – 0        | Magyarország     | barátságos      | -            |              |
| 9.           | 2016. június 14.     | Bordeaux, Stade Bordeaux-Atlantique (FRA) | Ausztria            | 0 – 2        | Magyarország     | Eb-csoportkör   | -            |              |
| 10.          | 2016. június 18.     | Marseille, Stade Vélodrome (FRA)          | Izland              | 1 – 1        | Magyarország     | Eb-csoportkör   | -            | 90+1'        |
| 11.          | 2016. június 26.     | Toulouse, Stadium de Toulouse (FRA)       | Magyarország        | 0 – 4        | Belgium          | Eb-nyolcaddöntő | -            |              |
| 12.          | 2016. szeptember 6.  | Tórshavn, Tórsvøllur Stadion              | Feröer              | 0 – 0        | Magyarország     | vb-selejtező    | -            |              |
| 13.          | 2016. október 7.     | Budapest, Groupama Aréna                  | Magyarország        | 2 – 3        | Svájc            | vb-selejtező    | -            |              |
| 14.          | 2016. október 10.    | Riga, Skonto stadion                      | Lettország          | 0 – 2        | Magyarország     | vb-selejtező    | -            |              |
| 15.          | 2016. november 13.   | Budapest, Groupama Aréna                  | Magyarország        | 4 – 0        | Andorra          | vb-selejtező    | -            |              |
| 16.          | 2017. március 25.    | Lisszabon, Estádio da Luz                 | Portugália          | 3 – 0        | Magyarország     | vb-selejtező    | -            |              |
| 17.          | 2017. június 5.      | Budapest, Groupama Aréna                  | Magyarország        | 0 – 3        | Oroszország      | barátságos      | -            |              |
| 18.          | 2017. június 9.      | Andorra la Vella, Estadi Nacional         | Andorra             | 1 – 0        | Magyarország     | vb-selejtező    | -            |              |
| 19.          | 2017. augusztus 31.  | Budapest, Groupama Aréna                  | Magyarország        | 3 – 1        | Lettország       | vb-selejtező    | -            | 59'          |
| 20.          | 2017. október 7.     | Bázel, St. Jakob-Park                     | Svájc               | 5 – 2        | Magyarország     | vb-selejtező    | -            |              |
| 21.          | 2017. október 10.    | Budapest, Groupama Aréna                  | Magyarország        | 1 – 0        | Feröer           | vb-selejtező    | -            | 90+2'        |
| 22.          | 2017. november 9.    | Luxembourg, Stade Josy Barthel            | Luxemburg           | 2 – 1        | Magyarország     | barátságos      | -            | 83'          |
| 23.          | 2017. november 14.   | Budapest, Groupama Aréna                  | Magyarország        | 1 – 0        | Costa Rica       | barátságos      | -            | 11'          |
| 24.          | 2018. június 6.      | Breszt, Regionaler Sportkomplex Brest     | Fehéroroszország    | 1 – 1        | Magyarország     | barátságos      | -            | szünetben    |
| 25.          | 2018. szeptember 11. | Budapest, Groupama Aréna                  | Magyarország        | 2 – 1        | Görögország      | Nemzetek Ligája | -            |              |
| 26.          | 2018. október 12.    | Athén, Olimpiai Stadion                   | Görögország         | 1 – 0        | Magyarország     | Nemzetek Ligája | -            | 88'          |
| 27.          | 2018. október 15.    | Tallinn, A. Le Coq Aréna                  | Észtország          | 3 – 3        | Magyarország     | Nemzetek Ligája | -            |              |
| 28.          | 2018. november 15.   | Budapest, Groupama Aréna                  | Magyarország        | 2 – 0        | Észtország       | Nemzetek Ligája | -            |              |
| 29.          | 2018. november 18.   | Budapest, Groupama Aréna                  | Magyarország        | 2 – 0        | Finnország       | Nemzetek Ligája | 1            | 37'          |
| 30.          | 2019. március 21.    | Nagyszombat, Anton Malatinský Stadion     | Szlovákia           | 2 – 0        | Magyarország     | Eb-selejtező    | -            | 88'          |
| 31.          | 2019. március 24.    | Budapest, Groupama Aréna                  | Magyarország        | 2 – 1        | Horvátország     | Eb-selejtező    | -            |              |
| 32.          | 2019. június 8.      | Baku, Olimpiai Stadion                    | Azerbajdzsán        | 1 – 3        | Magyarország     | Eb-selejtező    | -            |              |
| 33.          | 2019. június 11.     | Budapest, Groupama Aréna                  | Magyarország        | 1 – 0        | Wales            | Eb-selejtező    | -            | 49'          |
| 34.          | 2019. szeptember 9.  | Budapest, Groupama Aréna                  | Magyarország        | 1 – 2        | Szlovákia        | Eb-selejtező    | -            | 59' 65'      |
| 35.          | 2019. november 15.   | Budapest, Puskás Aréna                    | Magyarország        | 1 – 2        | Uruguay          | barátságos      | -            | 68'          |
| 36.          | 2019. november 19.   | Cardiff, Cardiff City Stadion             | Wales               | 2 – 0        | Magyarország     | Eb-selejtező    | -            | 60'          |
| 37.          | 2020. szeptember 3.  | Sivas, Sivas Arena                        | Törökország         | 0 – 1        | Magyarország     | Nemzetek Ligája | -            |              |
| 38.          | 2020. szeptember 6.  | Budapest, Puskás Aréna                    | Magyarország        | 2 – 3        | Oroszország      | Nemzetek Ligája | -            |              |
| 39.          | 2020. október 8.     | Szófia, Vaszil Levszki Nemzeti Stadion    | Bulgária            | 1 – 3        | Magyarország     | Eb-selejtező    | -            | 82'          |
| 40.          | 2020. október 11.    | Belgrád, Rajko Mitić Stadion              | Szerbia             | 0 – 1        | Magyarország     | Nemzetek Ligája | -            | 69'          |
| 41.          | 2020. október 14.    | Moszkva, VTB Aréna                        | Oroszország         | 0 – 0        | Magyarország     | Nemzetek Ligája | -            | szünetben    |
| 42.          | 2020. november 12.   | Budapest, Puskás Aréna                    | Magyarország        | 2 – 1        | Izland           | Eb-selejtező    | -            | 84'          |
| 43.          | 2020. november 15.   | Budapest, Puskás Aréna                    | Magyarország        | 1 – 1        | Szerbia          | Nemzetek Ligája | -            |              |
| 44.          | 2020. november 18.   | Budapest, Puskás Aréna                    | Magyarország        | 2 – 0        | Törökország      | Nemzetek Ligája | -            |              |
| 45.          | 2021. március 25.    | Budapest, Puskás Aréna                    | Magyarország        | 3 – 3        | Lengyelország    | vb-selejtező    | -            | 80'          |
| 46.          | 2021. március 31.    | Andorra la Vella, Estadi Nacional         | Andorra             | 1 – 4        | Magyarország     | vb-selejtező    | -            | 34' 61'      |
| 47.          | 2021. június 4.      | Budapest, Szusza Ferenc Stadion           | Magyarország        | 1 – 0        | Ciprus           | barátságos      | -            | 79'          |
| 48.          | 2021. június 8.      | Budapest, Szusza Ferenc Stadion           | Magyarország        | 0 – 0        | Írország         | barátságos      | -            |              |
| 49.          | 2021. június 15.     | Budapest, Puskás Aréna                    | Magyarország        | 0 – 3        | Portugália       | Eb-csoportkör   | -            | 88'          |
| 50.          | 2021. június 19.     | Budapest, Puskás Aréna                    | Magyarország        | 1 – 1        | Franciaország    | Eb-csoportkör   | -            |              |
| 51.          | 2021. június 23.     | München, Allianz Arena                    | Németország         | 2 – 2        | Magyarország     | Eb-csoportkör   | -            |              |
| 52.          | 2021. szeptember 5.  | Elbasan, Elbasan Aréna                    | Albánia             | 1 – 0        | Magyarország     | vb-selejtező    | -            |              |
| 53.          | 2021. szeptember 8.  | Budapest, Puskás Aréna                    | Magyarország        | 2 – 1        | Andorra          | vb-selejtező    | -            | 65'          |
| 54.          | 2021. október 9.     | Budapest, Puskás Aréna                    | Magyarország        | 0 – 1        | Albánia          | vb-selejtező    | -            | 71'          |
| 55.          | 2021. október 12.    | London, Wembley Stadion                   | Anglia              | 1 – 1        | Magyarország     | vb-selejtező    | -            |              |
| 56.          | 2021. november 12.   | Budapest, Puskás Aréna                    | Magyarország        | 4 – 0        | San Marino       | vb-selejtező    | -            | 57'          |
| 57.          | 2021. november 15.   | Varsó, Nemzeti Stadion                    | Lengyelország       | 1 – 2        | Magyarország     | vb-selejtező    | -            | 89'          |
| 58.          | 2022. március 24.    | Budapest, Puskás Aréna                    | Magyarország        | 0 – 1        | Szerbia          | barátságos      | -            | 59'          |
| 59.          | 2022. március 29.    | Belfast, Windsor Park                     | Észak-Írország      | 0 – 1        | Magyarország     | barátságos      | -            | 65' 85'      |
| 60.          | 2022. június 4.      | Budapest, Puskás Aréna                    | Magyarország        | 1 – 0        | Anglia           | Nemzetek Ligája | -            | 82'          |
| 61.          | 2022. június 7.      | Cesena, Dino Manuzzi Stadion              | Olaszország         | 2 – 1        | Magyarország     | Nemzetek Ligája | -            | 58'          |
| 62.          | 2022. június 11.     | Budapest, Puskás Aréna                    | Magyarország        | 1 – 1        | Németország      | Nemzetek Ligája | -            |              |
| 63.          | 2022. június 14.     | Wolverhampton, Molineux Stadion           | Anglia              | 0 – 4        | Magyarország     | Nemzetek Ligája | -            | 55'          |
| 64.          | 2022. szeptember 23. | Lipcse, Red Bull Arena                    | Németország         | 0 – 1        | Magyarország     | Nemzetek Ligája | -            | 78'          |
| 65.          | 2022. szeptember 26. | Budapest, Puskás Aréna                    | Magyarország        | 0 – 2        | Olaszország      | Nemzetek Ligája | -            | szünetben    |
| 66.          | 2022. november 17.   | Luxembourg, Stade de Luxembourg           | Luxemburg           | 2 – 2        | Magyarország     | barátságos      | -            | 78'          |
| 67.          | 2022. november 20.   | Budapest, Puskás Aréna                    | Magyarország        | 2 – 1        | Görögország      | barátságos      | -            |              |
| 68.          | 2023. március 23.    | Budapest, Puskás Aréna                    | Magyarország        | 1 – 0        | Észtország       | barátságos      | -            | szünetben    |
| 69.          | 2023. március 27.    | Budapest, Puskás Aréna                    | Magyarország        | 3 – 0        | Bulgária         | Eb-selejtező    | -            | 73'          |
| 70.          | 2023. június 17.     | Podgorica, Városi stadion                 | Montenegró          | 0 – 0        | Magyarország     | Eb-selejtező    | -            |              |
| 71.          | 2023. június 20.     | Budapest, Puskás Aréna                    | Magyarország        | 2 – 0        | Litvánia         | Eb-selejtező    | -            |              |
| 72.          | 2023. szeptember 7.  | Belgrád, Rajko Mitić Stadion              | Szerbia             | 1 – 2        | Magyarország     | Eb-selejtező    | -            | 77'          |
| 73.          | 2023. szeptember 10. | Budapest, Puskás Aréna                    | Magyarország        | 1 – 1        | Csehország       | barátságos      | -            | szünetben    |
| 74.          | 2023. október 14.    | Budapest, Puskás Aréna                    | Magyarország        | 2 – 1        | Szerbia          | Eb-selejtező    | -            |              |
| 75.          | 2023. október 17.    | Kaunas, S. Darius és S. Girėnas Stadion   | Litvánia            | 2 – 2        | Magyarország     | Eb-selejtező    | -            |              |
| 76.          | 2023. november 16.   | Szófia, Vaszil Levszki Nemzeti Stadion    | Bulgária            | 2 – 2        | Magyarország     | Eb-selejtező    | -            |              |
| 77.          | 2023. november 19.   | Budapest, Puskás Aréna                    | Magyarország        | 3 – 1        | Montenegró       | Eb-selejtező    | 1            | 90+3' 90+4'  |
| 78.          | 2024. március 22.    | Budapest, Puskás Aréna                    | Magyarország        | 1 – 0        | Törökország      | barátságos      | -            | 61'          |
| 79.          | 2024. március 26.    | Budapest, Puskás Aréna                    | Magyarország        | 2 – 0        | Koszovó          | barátságos      | -            | szünetben    |
| 80.          | 2024. június 4.      | Dublin, Aviva Stadion                     | Írország            | 2 – 1        | Magyarország     | barátságos      | -            |              |
| 81.          | 2024. június 8.      | Debrecen, Nagyerdei stadion               | Magyarország        | 3 – 0        | Izrael           | barátságos      | -            |              |
| 82.          | 2024. június 15.     | Köln, RheinEnergieStadion (GER)           | Magyarország        | 1 – 3        | Svájc            | Eb-csoportkör   | -            | 67'          |
| 83.          | 2024. június 19.     | Stuttgart, MHPArena                       | Németország         | 2 – 0        | Magyarország     | Eb-csoportkör   | -            | 64'          |
| 84.          | 2024. június 23.     | Stuttgart, MHPArena (GER)                 | Skócia              | 0 – 1        | Magyarország     | Eb-csoportkör   | -            | 61'          |
| 85.          | 2024. szeptember 7.  | Düsseldorf, Merkur Spiel-Arena            | Németország         | 5 – 0        | Magyarország     | Nemzetek Ligája | -            | 82'          |
| 86.          | 2024. október 11.    | Budapest, Puskás Aréna                    | Magyarország        | 1 – 1        | Hollandia        | Nemzetek Ligája | -            | 79'          |
| 87.          | 2024. október 14.    | Zenica, Bilino Polje Stadion              | Bosznia-Hercegovina | 0 – 2        | Magyarország     | Nemzetek Ligája | -            | 86'          |
| 88.          | 2024. november 16.   | Johan Cruijff Arena, Amszterdam           | Hollandia           | 4 – 0        | Magyarország     | Nemzetek Ligája | -            | 74'          |
|              | Összesen             |                                           |                     | 88           | mérkőzés         |                 | 2            | gól          |

## Magánélete
2023. június 28-án feleségül vette Csorba Ágnest, a párnak 2021-ben gyermeke született, Vencel.